# Salagnac
Salagnac är en kommun i departementet Dordogne i regionen Nouvelle-Aquitaine i sydvästra Frankrike. Kommunen ligger i kantonen Excideuil som tillhör arrondissementet Périgueux. År 2022 hade Salagnac 717 invånare.

## Befolkningsutveckling
Antalet invånare i kommunen Salagnac
Referens:INSEE